# Хаген, Халвор
Халвор Рейни Хаген (норв. Halvor Reini Hagen; 4 февраля 1947, Осло) — профессиональный американский и норвежский[уточнить] футболист, выступал на различных позициях в линиях защиты и нападения. Играл в НФЛ в составах «Даллас Каубойс», «Нью-Ингленд Пэтриотс» и «Баффало Биллс». На студенческом уровне выступал за команду университета Уэбера, с 2006 года является членом Зала спортивной славы этого университета. На драфте НФЛ 1969 года был выбран в третьем раунде.

## Биография
Халвор Хаген родился 4 февраля 1947 года в Осло. В возрасте девяти лет он с семьёй переехал в США. Учился в старшей школе Баллард в Сиэтле, после её окончания провёл год в общественном колледже города Шорлайн в штате Вашингтон. Затем Хаген перевёлся в университет Уэбера в Огдене. В составе его команды он вырос в одного из лучших защитников NCAA. По итогам сезона 1969 года его включили в состав сборной звёзд конференции Биг Скай. В 2006 году был избран в Зал спортивной славы университета.
На драфте НФЛ 1969 года Хаген был выбран в третьем раунде клубом «Даллас Каубойс». На профессиональном уровне начал играть в линии нападения. В составе «Далласа» он провёл два сезона и сыграл восемнадцать матчей. В августе 1971 года его обменяли в «Нью-Ингленд Пэтриотс». В регулярном чемпионате 1971 года Хаген был основным левым гардом команды, сыграв во всех четырнадцати матчах. В следующем году он уступил место в составе и после окончания сезона был обменян в «Баффало Биллс».
В «Биллс» Хаген выступал с 1973 по 1975 год. Весной 1976 года его обменяли в «Сан-Диего Чарджерс» на выбор в девятом раунде драфта. В октябре 1976 года его обменяли в «Нью-Орлеан Сэйнтс» на выбор драфта 1977 года. Последней командой в карьере Хагена стали «Сан-Франциско Форти Найнерс». О завершении выступлений он объявил в 1977 году после ряда операций на колене.
После окончания карьеры Хаген работал патентным агентом в компании Price Waterhouse, был контролёром в фирме по продаже недвижимости, занимал должности контрактного менеджера и финансового директора в компаниях New England Insulation, New England Distributions и AF Underhill. В 1995 году был назначен финансовым директором организации Brockton Coalition for the Homeless, оказывавшей поддержку бездомным.
Женат на уроженке Нового Орлеана Сандре Траппи, двое сыновей: Халвар-младший и Геррит.